# Colpodium chionogeiton
Colpodium chionogeiton là một loài cỏ thuộc họ Poaceae.
Loài này có ở Kenya và Tanzania.
Môi trường sống tự nhiên của chúng là đất ngập nước vùng núi cao.